# Corno Bianco (Alpy Fleimstalskie)
Corno Bianco (niem. Penser Weißhorn) – szczyt w Alpach Fleimstalskich, w Alpach Wschodnich. Leży w regionie Trydent-Górna Adyga, w północnych Włoszech. Sąsiaduje z Corno Nero.